# 崔與之
崔與之（1158年—1239年），字正子，號菊坡，廣東增城人，祖籍江南西路赣州宁都县白鹿营，南宋政治人物、词人。谥清献，有《崔清獻公集》五卷。

## 生平
先世河南汴京人，曾祖父崔克南遷增城。家境清貧，得友人林仲介之助入太學，南宋紹熙四年（1193年）中進士，擢廣西提點刑獄，有政声。嘉定七年（1214年）升为直宝谟阁，代理扬州军政。任內整顿军队，依万弩手法，创“万马社”。當時浙东饥荒，流民争着渡江，崔与之开门抚纳，活民無數。嘉定十三年（1220年），金兵進攻四川，崔與之受命為成都府本路安撫使，後升任為四川制置使，任內組織百姓抗金。其时安丙任四川路宣抚使多年，掌握四蜀重兵。一向猜忌朝廷用人，崔與之赴任後，和安丙相安無隙。端平二年（1235年），任广东经略安抚使。嘉熙元年（1237年）二月，被任为右丞相，堅辭不受。隔年五月致仕歸里。
崔與之词章造诣高，被尊為“粵詞之祖”，為菊坡学派代表人物。從政數十年，以“无以财货杀子孙，无以政事杀民，无以学术杀天下后世”自警，一生不置產，不蓄妓，不收贈禮。嘉熙三年（1239年）十一月十一日病逝。

## 延伸阅读
[在维基数据编辑]
 《宋史·卷406》，出自脱脱《宋史》